# Verbond van waternavel en stijve moerasweegbree
Het verbond van waternavel en stijve moerasweegbree (Hydrocotylo-Baldellion) is een verbond uit de oeverkruid-orde (Littorelletalia). Het verbond omvat amfibische pioniervegetatie van zwakgebufferde wateren.

## Naamgeving en codering
- Natura2000-habitattypecodes (EU-codes): H3130, H2190
- BWK-karteringscodes: ao, aoo, aom
- Syntaxoncode voor Nederland (rVvN): r06Ac

De wetenschappelijke naam Hydrocotylo-Baldellion is afgeleid van de botanische namen van gewone waternavel (Hydrocotyle vulgaris) en stijve moerasweegbree (Baldellia ranunculoides subsp. ranunculoides).

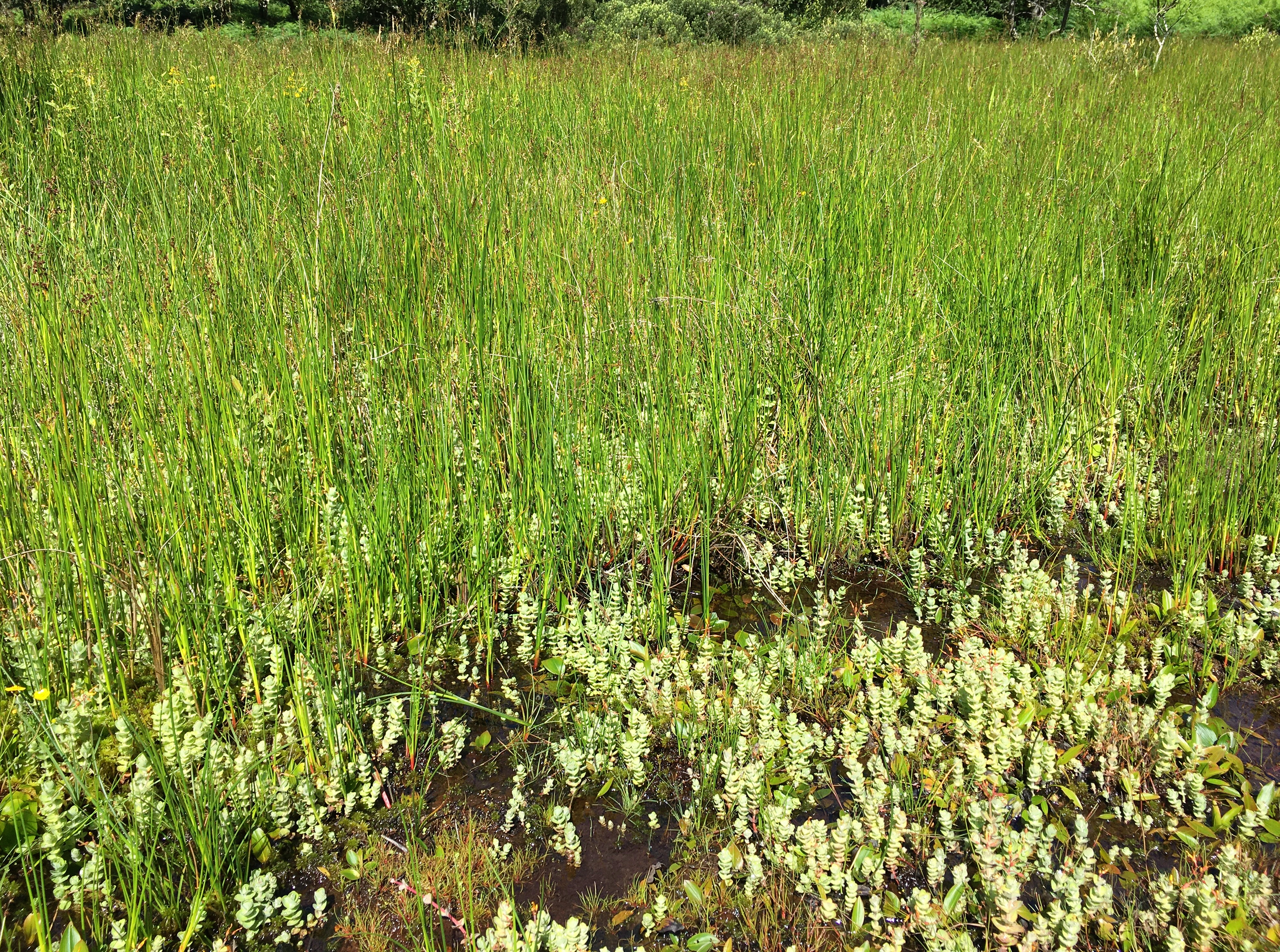
Het verbond in contact met de associatie van veldrus en gevlekte orchis.

## Associaties in Nederland en Vlaanderen
Het verbond van waternavel en stijve moerasweegbree wordt in Nederland en Vlaanderen vertegenwoordigd door vier associaties.
- - pilvaren-associatie (Pilularietum globuliferae)
  - associatie van vlottende bies (Scirpetum fluitantis)
  - associatie van veelstengelige waterbies (Eleocharitetum multicaulis)
  - associatie van waterpunge en oeverkruid (Samolo-Littorelletum)

## Fotogalerij

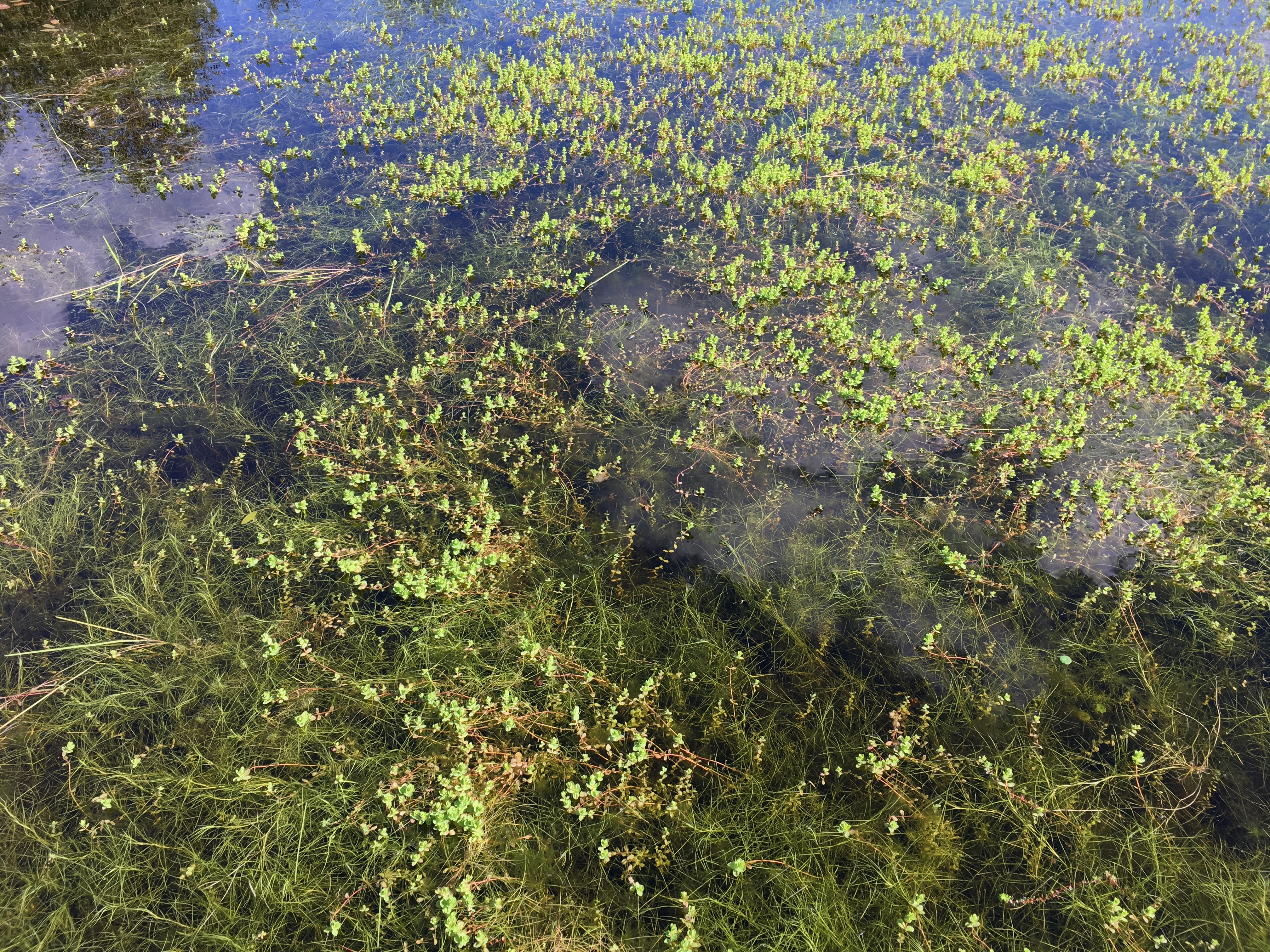
Associatie van vlottende bies
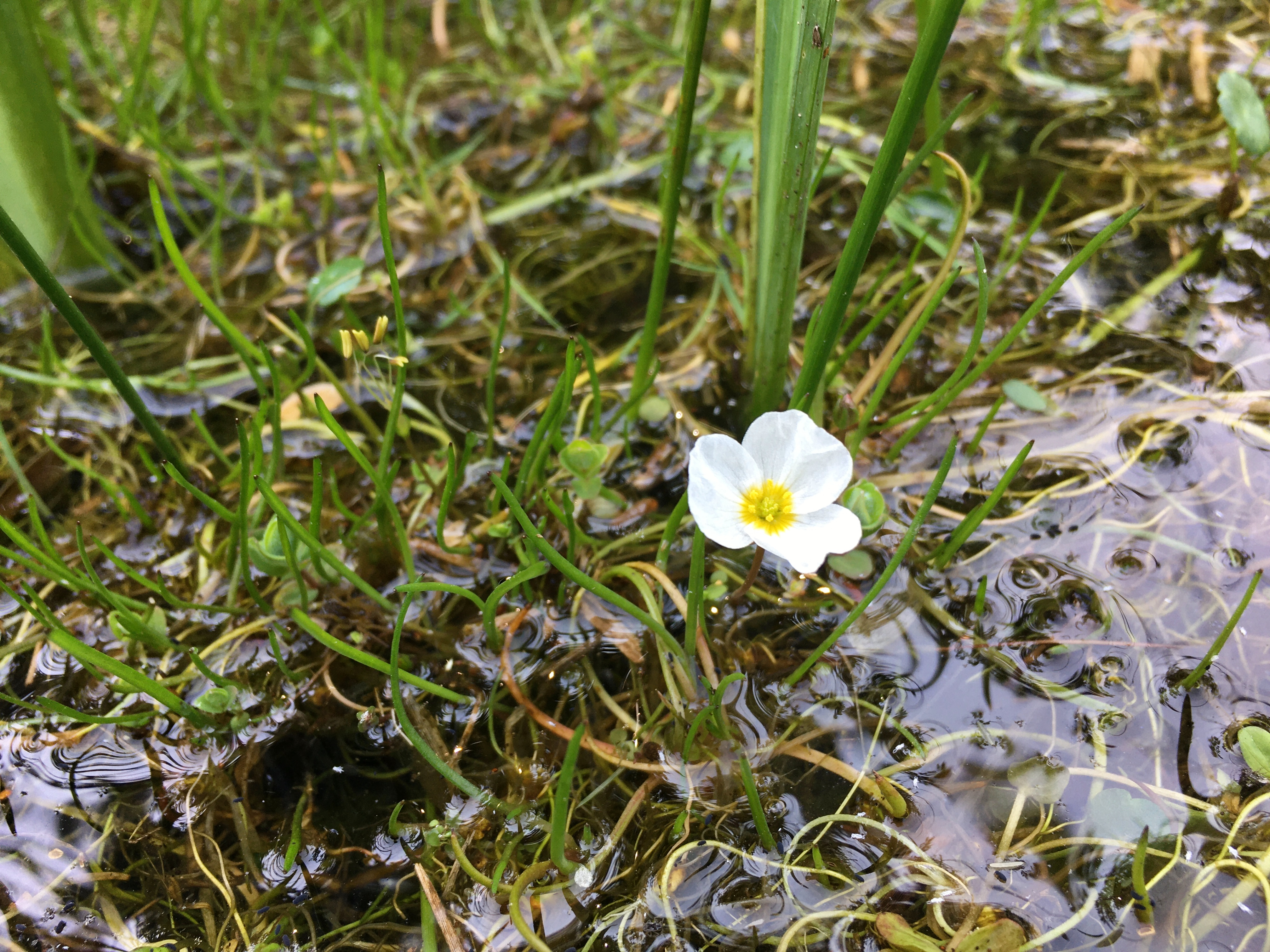
Close-up met oeverkruid en drijvende waterweegbree

Orde: Littorelletalia (oeverkruid-orde)

Verbond: Littorellion uniflorae (oeverkruid-verbond)

Associatie:
Isoeto-Lobelietum (associatie van biesvaren en waterlobelia) 

Verbond: Potamion graminei (verbond van ongelijkbladig fonteinkruid) 

Associaties:
Echinodoro-Potametum graminei (associatie van ongelijkbladig fonteinkruid) · 
Sparganietum minimi (associatie van kleinste egelskop) 

Verbond: Hydrocotylo-Baldellion (verbond van waternavel en stijve moerasweegbree) 

Associaties:
Pilularietum globuliferae (pilvaren-associatie) · 
Scirpetum fluitantis (associatie van vlottende bies) · 
Eleocharitetum multicaulis (associatie van veelstengelige waterbies) · 
Samolo-Littorelletum (associatie van waterpunge en oeverkruid) 

Verbond: Eleocharition acicularis (naaldwaterbies-verbond) 

Associatie:
Littorello-Eleocharitetum acicularis (naaldwaterbies-associatie) 